# Hàng không năm 1920
Đây là danh sách các sự kiện hàng không nổi bật xảy ra trong năm 1920:

## Các sự kiện

### Tháng 2
- 1 tháng 2 - Không quân Nam Phi được thành lập như một quân chủng độc lập.
- 4 tháng 2 - Pierre van Ryneveld và Quentin Brand bay trên chiếc Vickers Vimy từ Cairo đến ngã tư châu Phi, bằng đường không từ phía Bắc đến phía Nam. Họ đến Cape Town vào 20 tháng 3.
- 5 tháng 2 - Học viện Không quân Hoàng gia được thành lập ở Cranwell, Lincolnshire.

### Tháng 3
- 29 tháng 3 - Croydon thay thế Hounslow như một sân bay của London.

### Tháng 4
- 17 tháng 4 - Không quân Venezuela được thành lập, với một trường huấn luyện bay ở Maracay.

### Tháng 5
- 17 tháng 5 - Hãng hàng không KLM và AT&T bắt đầu dịch vụ hàng không giữa London và Amsterdam.

### Tháng 6
- 4 tháng 6 - Đạo luật tổ chức lại Quân đội Hoa Kỳ được áp dụng, người ta hy vọng một quân chủng không quân độc lập sẽ được hình thành giống như Không quân Hoàng gia Anh.

### Tháng 7
- 1 tháng 7 - Bỉ thiết lập các chuyến bay đến các thuộc đia của châu Âu với hãng hàng không Lara-Ligne Aérienne Roi Albert ở Belgian Congo
- 3 tháng 7 - Cuộc diễu hành đầu tiên của Không quân Hoàng gia ở Hendon.

### Tháng 9
- 8 tháng 9 - Tuyến đường cuối cùng được thêm vào trong lịch trình bay vận chuyển bưu phẩm của Hoa Kỳ, xuyên qua Dãy Rocky từ Omaha đến Sacramento
- 20 tháng 9 - Cúp Schneider được tổ chức tại Venice, Italy. Đại úy Luigi Bolgna trên một chiếc Savoia S.12 đạt tốc độ 172.6 km/h (107.3 mph).

### Tháng 11
- 1 tháng 11 - Bưu điện Hoa Kỳ ký hợp đồng vận chuyển thư tín quốc tế với hãng hàng không Aeromarine West Indies Airways.
- 16 tháng 11 - Qantas được thành lập ở Longreach, Queensland.

## Chuyến bay đầu tiên

### Tháng 4
- 8 tháng 4 - de Havilland DH.18

## Bắt đầu hoạt động

### Tháng 8
- Fokker F.II hoạt động trong hãng hành không KLM